# Chalice Well

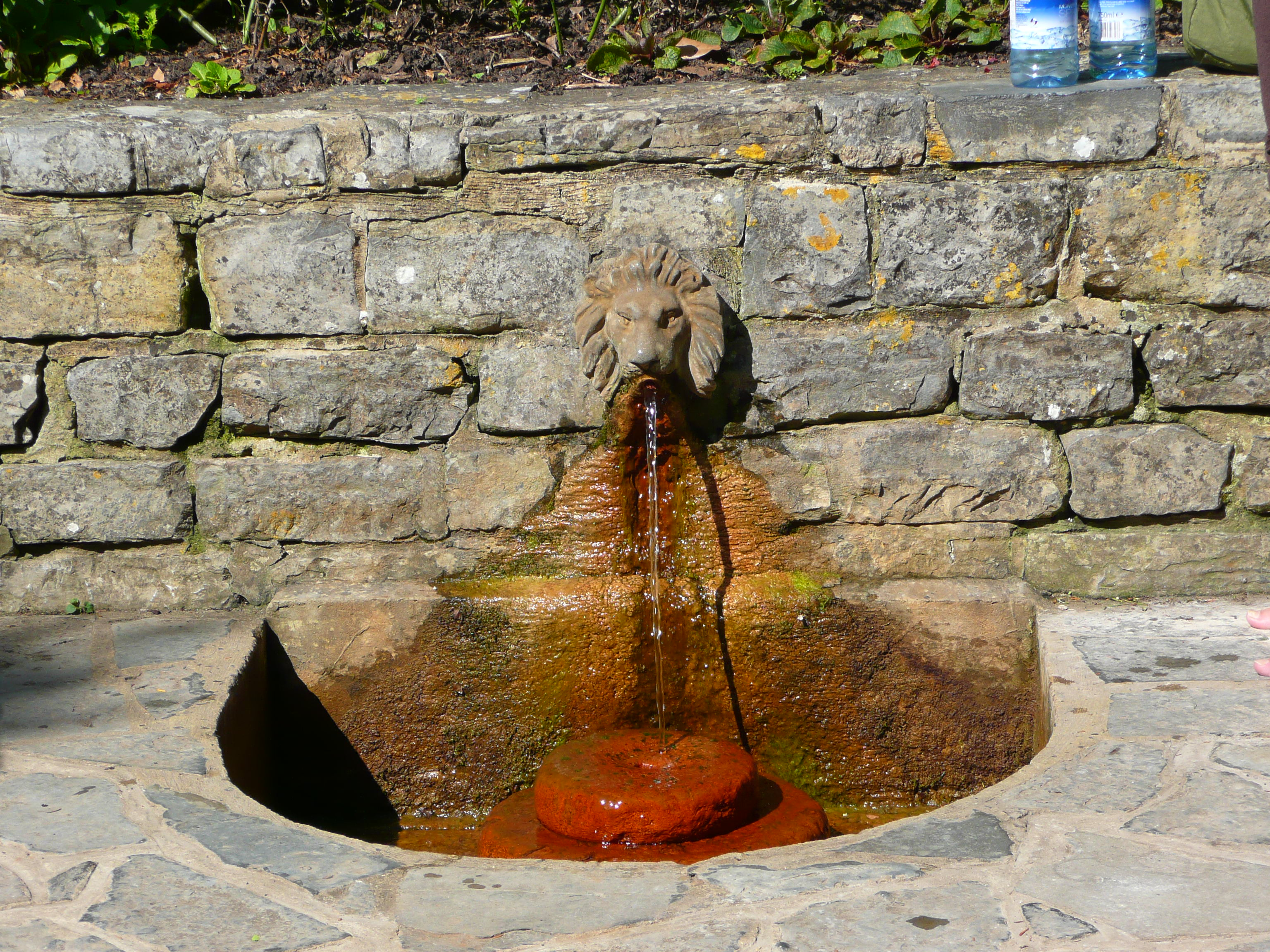
Chalice Well

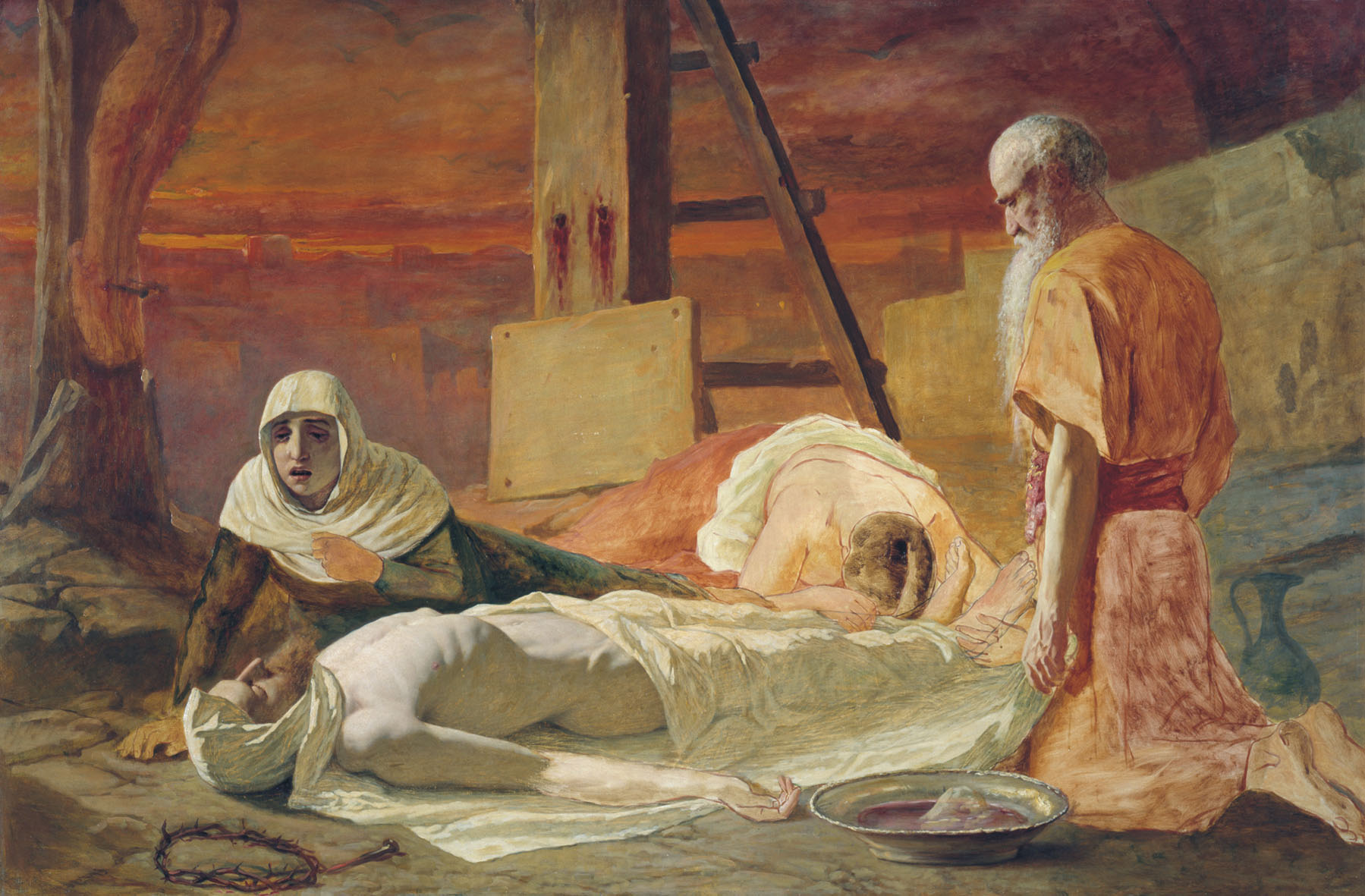
Grablegung Christi mit den hll. Maria, Maria von Magdala und Josef von Arimathäa. Im Vordergrund die Schale mit dem Blut Christi, auf die die Gralslegende zurückgeht.

Die Chalice Well (dt. „Kelchquelle“) liegt am Fuß des Glastonbury Tor in der englischen Grafschaft Somerset. Das Wasser der Quelle ist stark eisenhaltig und deshalb rötlich.
Die Quelle ist von Gärten umgeben. Sowohl die Quelle als auch die Gärten stehen unter der Verwaltung des 1959 von Wellesley Tudor Pole gegründeten Chalice Well Trusts. Archäologische Untersuchungen haben nachgewiesen, dass seit rund 2000 Jahren Menschen in der Nähe der Kelchquelle leben. Heute gehört die Chalice Well zu den bekanntesten und meistbesuchten Quellen Großbritanniens.

## Legenden
Um die rötliche Färbung des Wassers ranken sich zwei Legenden. Einer Legende nach verbarg der hl. Josef von Arimathäa den Kelch mit dem Blut Christi an dieser Stelle, woraufhin die Quelle entsprang. Der zweiten Legende nach wusch Josef den Gral im Quellwasser, woraufhin sich dieses rötlich färbte. Dem Wasser wird Heilwirkung nachgesagt.